# Ana Paula Tabalipa
Ana Paula Tabalipa Ferreira (Rio de Janeiro, 19 de agosto de 1978) é uma atriz e apresentadora brasileira.

## Biografia
Nascida no Rio de Janeiro, é filha do aviador aposentado Eduardo do Valle e da pedagoga Maria Isabel  Desde cedo se interessou pela carreira artística, iniciando aos 13 anos de idade um curso de modelo e manequim de Monique Evans, passando a trabalhar nessa área. Entretanto, a carreira não foi adiante devido a sua altura: 1,59m.

## Carreira
Em 1995 passou nos testes para Malhação, onde interpretou Tainá. Em 1998, foi escolhida entre outras 51 jovens atrizes para interpretar a adolescente Elisa, uma personagem com forte apelo sexual, na minissérie Luna Caliente, dirigida por Jorge Furtado. Em 2003, transfere-se para o SBT onde faz a novela Jamais te Esquecerei. Retornou a Rede Globo em 2005 com uma participação no programa jornalístico Linha Direta Justiça e na série Os Amadores. Em 2006 assinou com a RecordTV, entrando na reta final de Prova de Amor como a detetive de polícia Luísa, que desmantelava uma rede de tráfico de informações dentro das delegacias. Em 2006 atuaria na novela Alta Estação como uma das protagonistas, porém acabou por ser remanejada para Vidas Opostas (2007).
Na mesma emissora, estreou sua carreira como apresentadora, no início de 2008, na segunda temporada do programa Troca de Família, substituindo Patrícia Maldonado No mesmo ano interpretou a personagem de maior destaque de sua carreira em Chamas da Vida, a sofrida Raíssa, que criava o próprio filho como irmão para protegê-lo da informação de ter sido abusada sexualmente na adolescência, tendo que lidar ainda com uma sociopata que atrapalhava seu romance. Ainda em 2008 posaria nua para a revista masculina Playboy, edição N°401 do mês de setembro. Na TV, Tabalipa continuou contratada pela Record, e em 2010 interpretou a ambiciosa Iara na telenovela Ribeirão do Tempo. Em 2016, fez uma participação especial em Sol Nascente'.
Em 2017, retorna à Rede Record, e faz uma participação em "Apocalipse", onde interpretou a apaixonada Júlia na fase inicial da trama. Em 2018, voltou a fazer parte do elenco fixo de uma produção ao atuar na novela "Jesus", onde interpretou a gananciosa Asisa, uma mulher que, por ambição, inferniza a vida do marido, vez que almeja uma riqueza que não pode ter, sendo uma das vilãs da trama.

## Vida pessoal
Entre 1997 e 2001 foi casada com o baterista João Viana, filho do cantor Djavan, com quem teve seu primeiro filho, Lui, nascido em fevereiro de 2001. Em 2002, começou a namorar o artista plástico Philippe Gebara, com quem se casou no mesmo ano e teve dois filhos, Pedro, nascido em agosto de 2003, e Tom, nascido em 2004. A união terminou em 2006. Em 2012 começou a namorar o ortopedista Marco Lages, com quem teve sua quarta filha, Mia, nascida em 2014. Os dois permaneceram juntos até 2016.

## Filmografia

### Televisão
| Ano     | Título               | Personagem / Cargo                 | Notas                                |
| ------- | -------------------- | ---------------------------------- | ------------------------------------ |
| 1995–96 | Malhação             | Tainá Rebouças                     | Temporadas 1–2                       |
| 1996    | Malhação de Verão    | Tainá Rebouças                     |                                      |
| 1996    | Caça Talentos        | Palmira                            | Episódio: "História Piloto"          |
| 1996    | Você Decide          | Cláudia                            | Episódio: "Tempo de Namoro"          |
| 1997    | O Amor Está no Ar    | Camila                             |                                      |
| 1999    | Chiquinha Gonzaga    | Rita de Cássia (Ritoca)            |                                      |
| 1999    | Luna Caliente        | Elisa                              |                                      |
| 2003    | Jamais Te Esquecerei | Maria Beatriz Lemos de Souza Pires |                                      |
| 2005    | Linha Direta         | Maria Féa                          | Episódio: "O Crime da Mala"          |
| 2005    | Linha Direta         | Emmy Blum                          | Episódio: "Caso Mengele"             |
| 2005    | Os Amadores          | Patrícia                           | Especial de Fim de Ano               |
| 2006    | Prova de Amor        | Detetive Luísa Campos              | Episódios: "24 de abril–17 de julho" |
| 2006    | Vidas Opostas        | Neusa Lima                         |                                      |
| 2008    | Chamas da Vida       | Raissa Mendes Batista              |                                      |
| 2008–09 | Troca de Família     | Apresentadora                      | Temporadas 2–3                       |
| 2010    | Ribeirão do Tempo    | Iara Macêdo                        |                                      |
| 2014    | Milagres de Jesus    | Neziá                              | Episódio: "O Surdo de Decápolis"     |
| 2016    | Sol Nascente         | Cris                               | Episódio: "17 de setembro"           |
| 2017    | Apocalipse           | Júlia Jordão (jovem)               | Episódios: "21–22 de novembro"       |
| 2018    | Jesus                | Asisa Bah                          |                                      |
| 2019    | Dependentes          | Luísa                              |                                      |
| 2021    | Gênesis              | Ziva                               | Fase: Jornada de Abraão              |

### Cinema
| Ano  | Título                            | Personagem |
| ---- | --------------------------------- | ---------- |
| 2024 | Mallandro, o Errado Que Deu Certo | Ticiane    |